# The Shipping News (boek)
The Shipping News is een boek van Annie Proulx, dat in 1993 is uitgegeven. De Nederlandse titel is Scheepsberichten.
Het boek speelt zich af aan de kust van het Canadese eiland Newfoundland, waar hoofdpersoon Quoyle worstelt om zijn leven weer op orde te krijgen nadat zijn overspelige vrouw overleden is.
Met dit boek heeft Proulx verschillende literatuurprijzen gewonnen, waaronder in 1994 de Pulitzerprijs in de categorie fictie.
Het boek werd in 2001 verfilmd onder regie van Lasse Hullström. De hoofdrol in de film werd gespeeld door Kevin Spacey.